# إيفيكا بانوفيتش
إيفيكا بانوفيتش (مواليد 2 أغسطس 1980 في زغرب - يوغوسلافيا) لاعب كرة قدم كرواتي يلعب حاليا لصالح نادي الدرجة الأولى فرايبورغ الألماني منذ 2007 في مركز الوسط المحوري .

## روابط خارجية
- إيفيكا بانوفيتش على موقع الاتحاد الدولي (مؤرشف)  (الإنجليزية)
- إيفيكا بانوفيتش على موقع قاعدة بيانات كرة القدم.إي يو (الإنجليزية)
- إيفيكا بانوفيتش على موقع بيانات كرة القدم. دي إي (الألمانية)
- إيفيكا بانوفيتش على موقع ناشيونال فوتبول تيمز (الإنجليزية)
- إيفيكا بانوفيتش على موقع Soccerway.com (الإنجليزية)
- إيفيكا بانوفيتش على موقع عالم كرة القدم.نت (الإنجليزية)